# 794
794 (DCCXCIV) var ett normalår som började en onsdag i den julianska kalendern.

## Händelser

### Okänt datum
- Northumbrias kust i östra England härjas av vikingar. De landstiger vid S:t Egferths kloster vid Wearmouth. Vikingahövdingen stupar och en storm slår sönder många av deras skepp.

## Födda
- Ivar Benlös, vikingahövding.

## Avlidna
- 10 oktober – Fastrada, drottning av Frankerriket.